# Senna Ušić-Jogunica

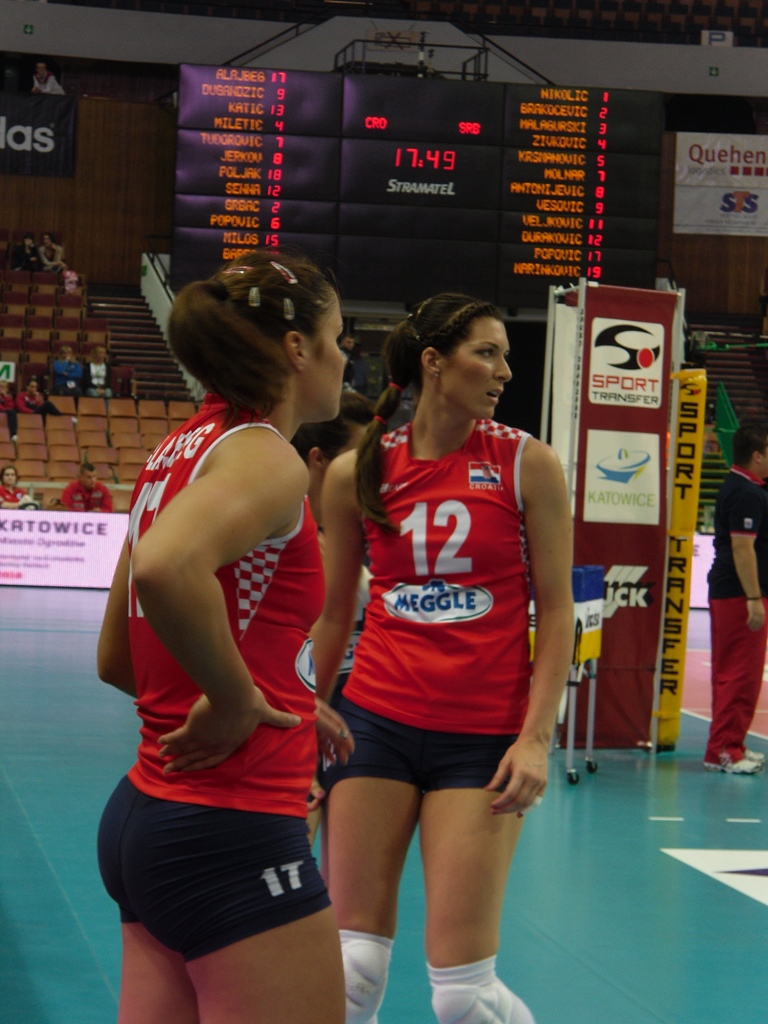
Senna Ušić reprezentantką Chorwacji w 2010 roku

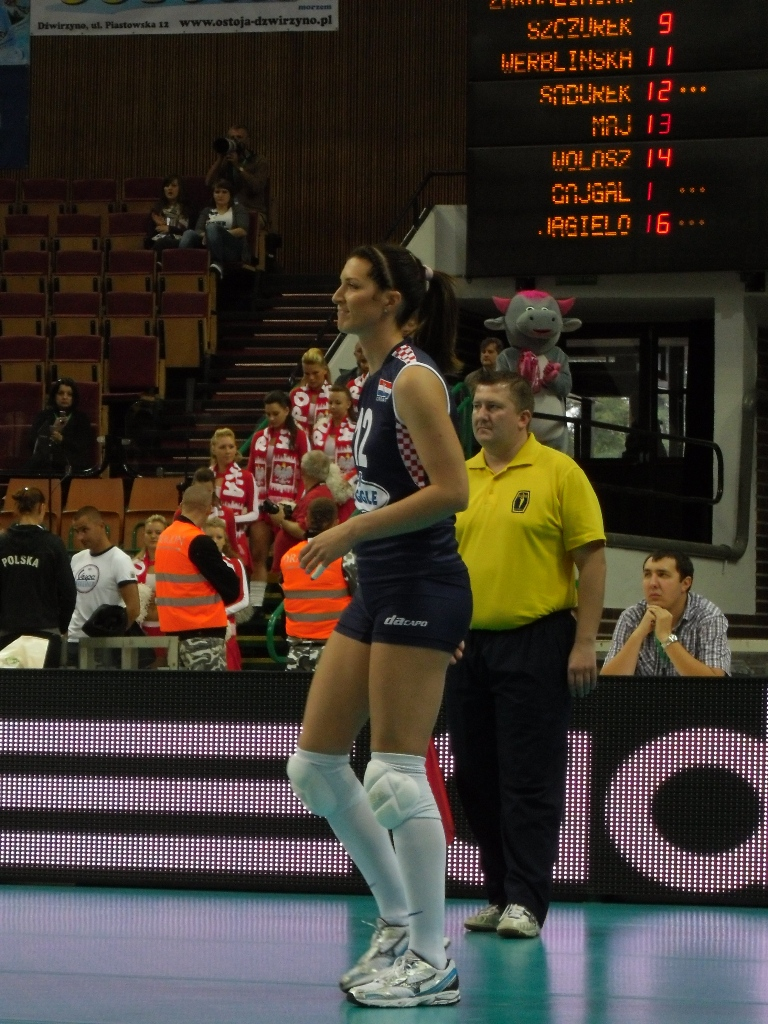
Senna Ušić reprezentantką Chorwacji w 2010 roku

Senna Ušić-Jogunica; z domu Ušić (ur. 14 maja 1986 w Zagrzebiu) – chorwacka siatkarka, reprezentantka kraju, grająca na pozycji przyjmującej.
Jej siostra Marija Ušić jest także siatkarką.

## Przebieg kariery
| Lata                      | Klub                      |
| ------------------------- | ------------------------- |
| 2003–2005                 | OK Velika Gorica          |
| 2005–2007                 | Despar Perugia            |
| 2007–2008                 | Pioneer Red Wings         |
| 2008–2009                 | Pallavolo Cesena          |
| 2009–2011                 | Scavolini Pesaro          |
| 2011–2014                 | Eczacıbaşı Stambuł        |
| 2014–2015                 | Guohua Life Shanghai      |
| 2015–2015 (od 06.02.2015) | Savino Del Bene Scandicci |
| 2015–2016                 | Guohua Life Shanghai      |
| 2016–2016 (od 30.01.2016) | Il Bisonte Firenze        |

## Sukcesy klubowe
Puchar Chorwacji:
- 2004

Liga Mistrzyń:
- 2006

Superpuchar Włoch:
- 2006, 2009, 2010

Puchar Włoch:
- 2006

Puchar CEV:
- 2007

Liga włoska:
- 2007, 2010[1]

Superpuchar Turcji:
- 2011, 2012

Puchar Turcji:
- 2012

Liga turecka:
- 2012
- 2013
- 2014

Liga chińska:
- 2015
- 2016

## Sukcesy reprezentacyjne
Mistrzostwa Europy Kadetek:
- 2003

Igrzyska Śródziemnomorskie:
- 2009

## Nagrody indywidualne
- 2003: Najlepsza punktująca i przyjmująca Mistrzostw Świata Kadetek
- 2003: MVP i najlepsza przyjmująca Mistrzostw Europy Kadetek